# Orchestral Favorites
Albums de Frank Zappa
Sheik Yerbouti
(1979) Joe's Garage
(1979)
Orchestral Favorites est un album de musique expérimentale de Frank Zappa et du Abnuceals Emuukha Electric Symphony Orchestra sorti en 1979.
Abnuceals Emuukha Electric Orchestra est un groupe de musique expérimentale composé de musiciens de studios.

## Liste des titres
1. Strictly Genteel – 7 min 04 s
2. Pedro's Dowry – 7 min 41 s
3. Naval Aviation in Art? – 1 min 22 s
4. Duke of Prunes – 4 min 20 s
5. Bogus Pomp – 13 min 27 s

## Musiciens
- Michael Zearott – chef d'orchestre
- FZ - guitare, chef d'orchestre
- André Lewis - orgue
- Tommy Morgan - harmonica
- Mike Altschul - flûte et clarinette
- Terry Bozzio - batterie
- Bobby Dubow - violon
- David Duke - cor d'harmonie
- Earle Dumler - hautbois
- Bruce Fowler - trombone
- Pamela Goldsmith - alto
- Dana Hughes – trombone basse
- Jerry Kessler - violoncelle
- Mike Lang - claviers
- Joann McNab - basson
- Malcolm McNab - trompette
- Dave Parlato - contrebasse
- Ray Reed - flûte
- Emil Richards - percussions
- David Shostac - flûte
- John Wittenberg - violon

## Production
- Production : Frank Zappa
- Dessin pochette : Gary Panter